# Himno nacional de Costa Rica
El Himno Nacional de la República de Costa Rica es el himno nacional de Costa Rica desde 1852. Su música fue compuesta por Manuel María Gutiérrez Flores, quien dedicó la partitura al francés Gabriel-Pierre Lafond. La música fue creada para recibir a delegados de Inglaterra y Estados Unidos en ese año por el Tratado de Webster-Crampton. Ha tenido varias letras; la actual fue escrita para un concurso convocado en 1903 por el gobierno de Ascensión Esquivel Ibarra, para darle al himno una letra que reflejara la idea de ser costarricense. El concurso lo ganó José María Zeledón Brenes.
Fue declarado oficial en 1949, bajo el gobierno de José Figueres Ferrer.

## Música del Himno Nacional
Desde el periodo Independiente de 1821 hasta el periodo Republicano, Costa Rica no tuvo himno nacional. El presidente de entonces, Juan Rafael Mora Porras, supo de la llegada de representantes diplomáticos de Inglaterra y Estados Unidos.
Se llamó al Palacio Presidencial al músico y Director de la Banda Militar de Costa Rica, Manuel María Gutiérrez. Cuando le avisaron que había que tocar el himno nacional de Costa Rica, contestó que desde la Independencia de España, aún no existía dicho himno. Entonces, el presidente Juan Rafael Mora Porras le ordenó a Gutiérrez crearlo inmediatamente como maestro de la banda militar. 

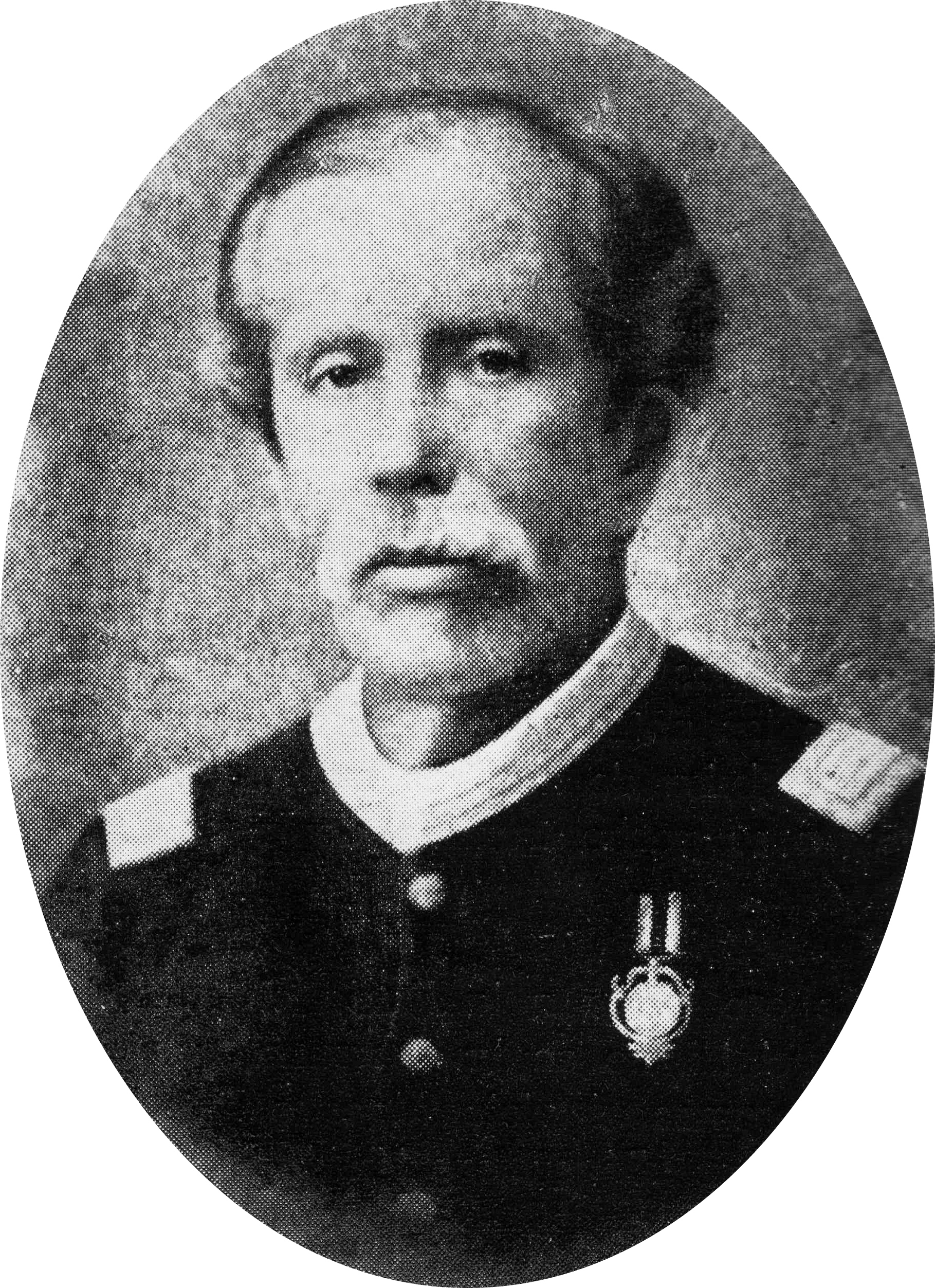
Cap. Manuel María Gutiérrez F. (1829-1887)

Circula la historia apócrifa de que Gutiérrez tuvo que componer la música del himno encerrado en una celda, por negarse a la orden que le dio el presidente de componer el himno en veinticuatro horas. Bernal Martínez explica el origen de este mito:

Entre sus superiores militares, se encontraba el General José Joaquín Mora Porras, que [...] recibe de su hermano el encargo de preparar la recepción a los visitantes. El General Mora, pide a Gutiérrez que componga el himno, lo cual fue interpretado por algunos como una orden y no tanto como una petición. Esto se refuerza si se toma en cuenta que el músico —y eso sí es correcto—, se negó de momento alegando incapacidad y muy poco tiempo, justificándose así la versión del arresto. 

Pese a la divulgación que ha tenido semejante historia, lo cierto es que de acuerdo con estudios serios y detallados que incluyen testimonios del hijo menor de Gutiérrez, fallecido hace poco más de tres décadas, su padre, luego de consultar al francés Lafond, emprendió por varios días la no fácil tarea de creación del Himno Nacional. El lugar de trabajo fue su propia casa, ubicada en el centro de la capital y no una prisión. Según Víctor Gutiérrez Umaña —su hijo—, debió haber tardado por lo menos cuatro días en la composición de la música, debido a que además de la melodía principal, tenía que hacer la orquestación para la Banda de San José, encargada de ejecutar por primera vez las notas patrias..

Los acordes resonaron por primera vez con ocasión del arribo de las delegaciones diplomáticas de Inglaterra y Estados Unidos. El acto se realizó en el Cuartel Principal, donde después estuvo el Teatro Raventós, que hoy es el Teatro Melico Salazar.

## Letra del Himno de Costa Rica
La primera letra del Himno Nacional de Costa Rica fue obra del poeta colombiano José Manuel Lleras y estrenada en 1873. La letra de Lleras, era muy larga y llena de elogios para el entonces Presidente de Costa Rica Tomás Guardia Gutiérrez, así que fue pronto olvidada. Se iniciaba con la estrofa siguiente, que también servía de coro a lo largo de la interpretación:
Ciudadanos el sol de los libres 

ha subido radiante al cenit:

su esplendor nos infunda el aliento

de vencer por la patria o morir.

En 1879 el Himno empezó a cantarse con otra más breve, obra del seminarista Juan Garita y Guillén. Su texto era en extremo simplista:
Cantaré de la patria querida

el honor, libertad y esplendor

Con el alma de júbilo henchida

cantaré de la patria el honor.

En tu faz, sin afán, tus hijos vivirán

siempre unidos gozarán del honor

sin triste desdén animados irán

al clamor del honor, a la voz de libertad.

Las letras de Lleras y Garita nunca fueron adoptadas oficialmente. Para 1888, la tercera letra del Himno, escrita por el pedagogo español Juan Fernández Ferraz sí fue tomada como oficial, la primera estrofa decía:
De la patria el amor nos inspira

Elevémosle un himno triunfal

de Tirteo en la bélica lira

celebremos su gloria inmortal.

Aunque la composición de Fernández Ferraz tenía gran belleza literaria, su lenguaje era algo elevado para arraigar en el pueblo, además de que no se adaptaba bien a la música del Himno e hizo necesario hacerle ajustes a la partitura original del maestro Gutiérrez. Todo ello llevó a la decisión de sustituirla con una nueva letra, para lo cual se efectuó un concurso público en 1903. El certamen fue ganado por la composición de José María Zeledón Brenes, presentada con el seudónimo de Labrador, que con pequeños cambios es la actual letra del Himno Nacional de Costa Rica, y declarada oficial el 10 de junio de 1949 por la junta de gobierno de José María Figueres Ferrer:

Himno Nacional de Costa Rica
(Versión oficial vigente según Ley 551 del 10/06/1949)
 
¡Noble patria!, tu hermosa bandera

expresión de tu vida nos da;

bajo el límpido azul de tu cielo

blanca y pura descansa la paz.

En la lucha tenaz, de fecunda labor,

que enrojece del hombre la faz;

conquistaron tus hijos - labriegos sencillos -

eterno prestigio, estima y honor,

¡Salve, oh tierra gentil!

¡Salve, oh madre de amor!

Cuando alguno pretenda tu gloria manchar,

verás a tu pueblo, valiente y viril,

la tosca herramienta en arma trocar.

¡Salve, oh patria!, tu pródigo suelo

dulce abrigo y sustento nos da;

bajo el límpido azul de tu cielo,

¡vivan siempre el trabajo y la paz!

En la redacción original de Zeledón, la primera estrofa decía:
Costa Rica tu hermosa bandera

expresión de tu vida nos da;

Bajo el manto azul de tu cielo

blanca y pura descansa la paz.

Y la última:
¡Salve, oh patria!, tu pródigo suelo

dulce abrigo y sustento nos da;

Bajo el límpido azul de tu cielo,

¡blanca y pura descansa la paz!'